# Anna Schinz
Anna Schinz (* 1987 in Zürich) ist eine schweizerisch-tschechische Schauspielerin.

## Biografie
Anna Schinz wuchs als Tochter einer Tschechin und eines Schweizers im Zürcher Oberland auf. 2007 begann sie ihr Schauspielstudium an der Zürcher Hochschule der Künste, das sie 2011 mit dem Master abschloss. Bereits während ihres Studiums stand sie bei zahlreichen Projekten auf der Bühne, u. a. am Schauspielhaus Zürich, am Theater am Neumarkt und dem Theater der Künste. Vor und während ihrer Schauspielausbildung trat sie in zwei Langfilmen auf: «Alles bleibt anders» von Güzin Kar, «Undercover» von Sabine Boss und war in sechs Folgen als Ermittlerin im Schweizer Tatort zu sehen.
Anna Schinz hat in ihrer kurzen Karriere bereits einige Auszeichnungen und Förderungen erhalten, darunter den Studienpreis Schauspiel des Migros-Kulturprozent, den Friedl-Wald-Studienpreis Schauspiel, den Förderfond der Fritz-Gerber-Stiftung, den Solopreis der Zürcher Hochschule der Künste, den Oprecht Preis für ausserordentliche Leistung am Intendatenvorspiel sowie den Solopreis am Theatertreffen deutschsprachiger Schauspielschulen.
Am Schauspielhaus Zürich war Anna Schinz zwischen 2010 und 2016 in Karin Henkels Inszenierung von «Viel Lärm um Nichts», in «Merlin oder Das wüste Land» unter der Regie von Christian Stückl und in «Die Grüne Katze» und «Remember Me» von Enrico Beeler zu sehen.
Anna Schinz lebt in Zürich und Berlin.

## Filmografie (Auswahl)
- 2005: Undercover | Kinofilm (Regie: Sabine Boss)
- 2006: Alles bleibt anders | TV-Spielfilm (Regie: Güzin Kar)
- 2007: Liebe&Wahn | TV-Spielfilm (Regie: Mike Huber)
- 2011: Tatort: Wunschdenken | ARD / SRF (Regie: Markus Imboden)
- 2012: Tatort: Skalpell | ARD / SRF (Regie: Tobias Ineichen)[7]
- 2013: Tatort: Schmutziger Donnerstag | ARD / SRF (Regie: Dani Levy)
- 2013: Tatort: Geburtstagskind | ARD / SRF (Regie: Tobias Ineichen)
- 2013: Twist | TV-Miniserie – SRF (Regie: Peter Luisi und Patrick Karpiczenko)
- 2015: Heidi | Kinofilm (Regie: Alain Gsponer)[8]
- 2015: Tatort: Freitod | ARD / SRF (Regie: Sabine Boss)
- 2015: Am Ende der Wald (Regie: Felix Ahrens)
- 2015: Destiny (Regie: Wendy Pilonell)
- 2016: Gotthard | TV-Zweiteiler – SRF (Regie: Urs Egger)[9]
- 2016: Mekka (Regie: Jan-Eric Mack)
- 2016: Peripherie (Regie: u. a. Wendy Pilonell)
- 2016: Goliath (Regie: Dominik Locher)
- 2017: Wilder | Serie | SRF (Regie: Pierre Monnard)[10]
- 2017: Private Banking | TV-Zweiteiler – SRF (Regie: Bettina Oberli)
- 2018: Der Bestatter (Fernsehserie)
- 2019: Aus dem Schatten – Eine Zeit der Hoffnung | TV-Spielfilm (Regie: Marcel Gisler)
- 2023: Davos 1917 (Fernsehserie)

## Theater (Auswahl)
- 2010: 80*81 (Regie: Georg Dietz / Christoph Roth), Theater am Neumarkt
- 2011: Viel Lärm um Nichts von William Shakespeare (Regie: Karin Henkel), Schauspielhaus Zürich[11]
- 2012: Remember Me von Jan Sobrie (Regie: Enrico Beeler), Schauspielhaus Zürich[12]
- 2012: Merlin oder Das wüste Land von Tankred Dorst (Regie: Christian Stückl), Schauspielhaus Zürich[12]
- 2016: Homo Faber von Max Frisch (Regie: Rüdiger Burbach), Theater Kanton Zürich[13]
- 2016: Die grüne Katze von Elise Wilk (Regie: Enrico Beeler), Schauspielhaus Zürich[14]

## Auszeichnungen
- 2007: Schweizer Jugendfilmtage – UNICA-Medaille – Drehbuch Nachwuchspreis – Autorin
- 2009: Migroskulturprozent – Studienpreis Schauspiel
- 2009: Solopreis – Theatertreffen deutschsprachiger Schauspielschulen
- 2011: Fritz-Gerber-Stiftung – Solopreis – Förderfond für junge begabte Menschen
- 2011: ZHdK Solopreis – für besondere Leistungen innerhalb des Bachelor-Studiums
- 2011: Friedl-Wald Stiftung Schauspiel Preis – Stipendium für herausragende Leistung
- 2012: Emmie-und-Emil-Oprecht-Preis – für herausragende Leistung beim Abschlussvorsprechen
- 2013: Bundesamt für Kultur – Treatment Förderung für „Seiltanz (AT)“ – Autorin
- 2018: Schweizer Fernsehfilmpreis für die weibliche Nebenrolle in Private Banking